# دونالد جليسون
دونالد جليسون (بالإنجليزية: Donald Floyd Gleason)‏ هو طبيب مسالك بولية أمريكي، ولد في 20 نوفمبر 1920، وتوفي في 28 ديسمبر 2008 بسبب نوبة قلبية.